# Blastaar
Blastaar, parfois nommé la Bombe vivante (« Living Bomb-Burst » en VO) et Blasstaar, est un super-vilain évoluant dans l'univers Marvel de la maison d'édition Marvel Comics. Créé par le scénariste Stan Lee et le dessinateur Jack Kirby, le personnage de fiction apparaît pour la première fois dans le comic book Fantastic Four (vol. 1) #62 en mai 1967.

## Biographie du personnage

### Origines et parcours
Blastaar fait partie de la race des Baluuriens, des extraterrestres habitant la planète Baluur dans la Zone négative.
Blastaar est leur roi jusqu'à ce que le peuple se rebelle, le forçant à abdiquer. Il est placé dans une cellule et exilé dans la Zone négative. Il parvient cependant à se libérer, et peu après aperçoit non loin Red Richards des Quatre Fantastiques accompagné de l’Inhumain Triton. Il les suit discrètement et arrive sur Terre, mais les Quatre Fantastiques réussirent à le renvoyer dans la Zone négative.
Il essaie plusieurs fois de revenir sur Terre pour dominer ses habitants, mais est à chaque fois battu, par les Quatre Fantastiques ou encore le dieu Thor. Au cours de sa vie de guerrier, il affronte aussi Hulk et les Inhumains.
Il s'allie ensuite à Annihilus, un autre tyran de la Zone négative, mais leur relation ne dure pas. Quand il récupère son trône, il commence à vouloir conquérir la Zone négative, mais en est empêché par son ancien allié.
Paralysé, il erre dans le vide de la Zone négative jusqu'à être découvert par les Éternels. Il les combat à son réveil mais est vaincu par les Vengeurs et reste prisonnier des Éternels.
On apprend ensuite que Blastaar a un fils, Burstaar, et bien que ce dernier ait aidé son père il a aussi ses propres ambitions.

### Blastaar dans les crossover galactiques
Lors du crossover Annihilation (en), Blastaar se range du côté de la Résistance. Il aide Nova à assassiner Annihilus, sûrement dans le but d'éliminer un rival bien trop puissant pour lui.
Lors du crossover suivant, Annihilation: Conquest, on le voit lutter du côté Kree contre la Phalanx. Mais il est capturé et torturé, et finalement assimilé en tant que Select. Il tue Gabe, le soldat humain allié à Star-Lord.
Les Phalanx sont finalement vaincus, et Blastaar guéri comme tous les autres personnes infectées. Et, du fait que Annihilus est mort, Ronan l'Accusateur le laisse régner sur la Zone négative.
Dans le but d'avoir un accès direct à la Terre, Blastaar et sa horde attaquent la prison humaine de la Zone négative appelée la Zone 42 mais sont repoussés par les Gardiens de la Galaxie. Pendant le siège, il est approché par deux membres d'une secte qui lui offrent le bâton de contrôle cosmique récupéré sur le corps d'un des lieutenants d'Annihilus.

## Pouvoirs et capacités
En complément de ses pouvoirs, Blastaar est un très bon guerrier et un stratège militaire accompli.
- Blastaar possède une force surhumaine, lui permettant de soulever (ou d'exercer une pression équivalente à) environ 50 tonnes dans des conditions optimales. Il possède aussi une endurance surhumaine, étant virtuellement infatigable et pouvant vivre sans nourriture pendant plusieurs semaines[1].
- Son corps peut supporter des variations extrêmes de températures (de −130 °C à 6 000 °C) ou de pression (de 0 à 10 atmosphères terrestres)[1].
- Il se propulse dans le vide et dans les airs à l'aide de rafales d'énergie cinétique (force de concussion, de « choc ») qu'il émet de ses mains, sans durée maximale connue. Avec ces rafales, il peut pénétrer une plaque d’acier recouverte de titane d’une épaisseur de 15 cm à une distance de 7,50 m[1]. La portée maximale de ses rafales est d’environ 300 mètres[1]. Ses rayons de force peuvent temporairement troubler l'intégrité moléculaire des Éternels. Une simple rafale peut désintégrer un être humain.
- Sa peau, très épaisse, le protège de la plupart des impacts d'armes conventionnelles et même de certains types de missiles.
- Sa constitution lui permet de résister aux températures extrêmes, et on l'a déjà vu survivre dans l'espace sans combinaison, grâce à une transe comateuse similaire à une hibernation. Il peut ainsi survire dans le vide spatial pendant des mois[1].

Blastaar bénéficie de ressources militaires phénoménales, comme des vaisseaux interstellaires ou de puissantes armes projetant des rafales de plasma. Il fait cependant peu usage de cette technologie, se reposant avant tout sur ses propres pouvoirs.